# لويس غوسلين
لويس غوسلين هو محامي وفلاح وسياسي كندي، ولد في 1 أكتوبر 1879 في كيبك في كندا، وتوفي في 18 يونيو 1954 في سان جان سور ريشليو في كندا. نشط حزبياً في الحزب الليبرالي الكندي. وقد انتخب عمدة وانتخب عضو مجلس العموم الكندي.